# Aparell lacrimal
L'aparell lacrimal és el sistema fisiològic que conté les estructures orbitals per a la producció i drenatge de llàgrimes.
Consisteix en:
- La glàndula lacrimal, que secreta les llàgrimes, i els seus conductes excretors, que transporten el líquid a la superfície de l'ull; és una glàndula serosa en forma de J situada a la fossa lacrimal.
- Els canalicles lacrimals, el sac lacrimal i el conducte nasolacrimal, pel qual el líquid és transportat a la cavitat nasal, buidant-se anterioinferiorment al cornet nasal inferior del conducte nasolacrimal.
- La innervació de l'aparell lacrimal, que implica tant el simpàtic a través del plexe carotidi de nervis al voltant de l'artèria caròtida interna, i el parasimpàtic del nucli lacrimal del nervi facial.

El subministrament de sang a la glàndula lacrimal és proporcionat per l'artèria oftàlmica amb la seva branca, l'artèria lacrimal, mentre que la sang venosa es drena d'aquesta regió a través de la vena oftàlmica superior. El sistema lacrimal està format per un sistema secretor, que produeix llàgrimes, i un sistema excretor, que drena les llàgrimes. La glàndula lacrimal és la principal responsable de produir llàgrimes emocionals o reflexives. A mesura que es produeixen llàgrimes, una part de líquid s'evapora entre parpellejar i una altra es drena a través del punt lacrimal. Les llàgrimes que s'escorren pel punt s'escorreran cap al nas. Qualsevol excés de líquid que no entri al punt caurà per sobre de la parpella, la qual cosa fa que es vessin les llàgrimes (plor o epífora).